# Palaeorhiza purpureocincta
Palaeorhiza purpureocincta is een vliesvleugelig insect uit de familie Colletidae. De wetenschappelijke naam van de soort is voor het eerst geldig gepubliceerd in 1926 door Cockerell.